# 4-ヒドロキシ-3-メチル-2-ブテニル二リン酸レダクターゼ
4-ヒドロキシ-3-メチル-2-ブテニル二リン酸レダクターゼ(4-hydroxy-3-methylbut-2-enyl diphosphate reductase)は、イソプレノイド生合成において非メバロン酸経路の最終反応に関与する酵素で、次の化学反応を触媒する酸化還元酵素である。
(1) イソペンテニル二リン酸 + NAD(P)+ + H2O {\displaystyle \rightleftharpoons } (E)-4-ヒドロキシ-3-メチル-2-ブテン-1-イル二リン酸 + NAD(P)H + H+
(2) ジメチルアリル二リン酸 + NAD(P)+ + H2O {\displaystyle \rightleftharpoons } (E)-4-ヒドロキシ-3-メチル-2-ブテン-1-イル二リン酸 + NAD(P)H + H+
NAD+またはNADP+を受容体としてCH基またはCH2基に特異的に作用する。組織名は、isopentenyl-diphosphate:NAD(P)+ oxidoreductaseで、別名にisopentenyl-diphosphate:NADP+ oxidoreductase; LytB、(E)-4-hydroxy-3-methylbut-2-en-1-yl diphosphate reductase、HMBPP reductase、IspH、LytB/IspHがある。
この反応ではイソプレノイドの出発物質であるイソペンテニル二リン酸（IPP）およびジメチルアリル二リン酸（DMAPP）が同時に生成する。一方、メバロン酸経路における最終反応ではIPPのみが生成し、DMAPPはイソペンテニル二リン酸Δ-イソメラーゼによりIPPから別途合成される。